# Lophiiformes
Ordre
Les Lophiiformes, souvent appelés poissons-pêcheurs, sont un ordre de poissons marins benthiques. Il s'agit de poissons osseux ayant un mode de prédation caractéristique : la première épine de la nageoire dorsale, appelée illicium ou « tige », est surmontée de l’esca ou « leurre », leur permettant d’attirer des proies.

## Description et caractéristiques

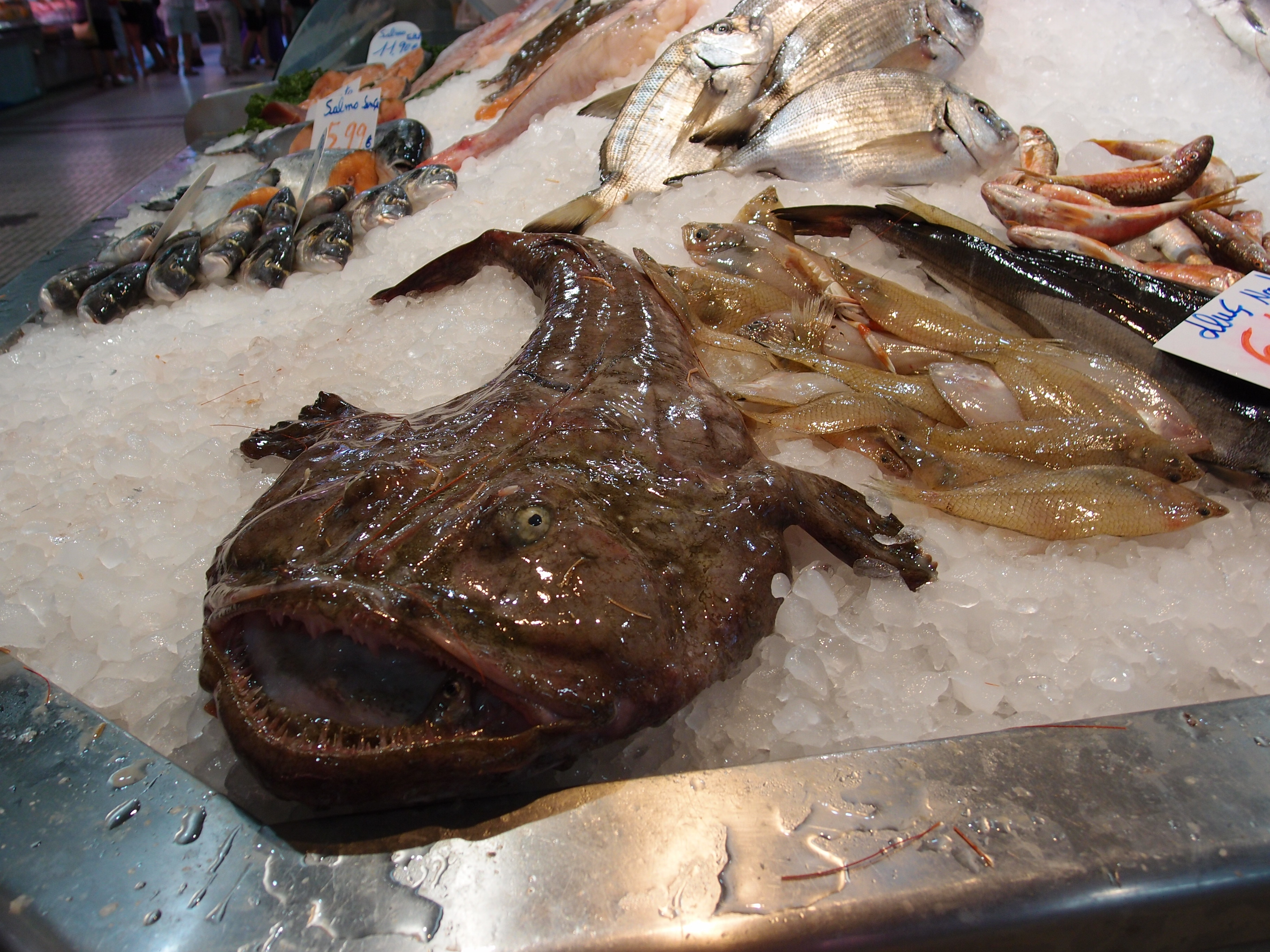
La baudroie commune (Lophius piscatorius) est un lophiiforme de grande consommation.

Les poissons lophiiformes (du grec « lophos », crête) sont caractérisés par des morphologies plus ou moins difformes, par une ouverture branchiale de petite taille en forme de tube, et par la première vertèbre soudée au crâne. De nombreux genres sont caractérisés par la modification de la première épine dorsale (l’illicium), libre et modifiée en un leurre (esca) qui attire les proies vers la bouche et permet une chasse à l'affût. Chez les espèces benthiques (vivant posées sur le fond), les nageoires pectorales sont transformées en sortes de « pattes » charnues, permettant de bondir sur une proie.
Tous sont marins, et comportent notamment les antennaires (poissons-crapauds, poissons-grenouilles, poissons-pêcheurs) et les baudroies, mais aussi un bon nombre de familles abyssales.

## Reproduction
La plupart des espèces abyssales de cet ordre se reproduisent de manière tout à fait étonnante. Puisque les individus sont vraisemblablement épars, et les rencontres donc probablement rares, trouver un(e) partenaire est sûrement problématique. Lorsque les scientifiques ont capturé pour la première fois des Lophiiformes, ils remarquèrent que tous les spécimens étaient des femelles. Ces individus mesuraient quelques centimètres et la plupart semblaient avoir des parasites leur étant attachés. Il s'est avéré que ces « parasites » étaient les restes de Lophiiformes mâles.

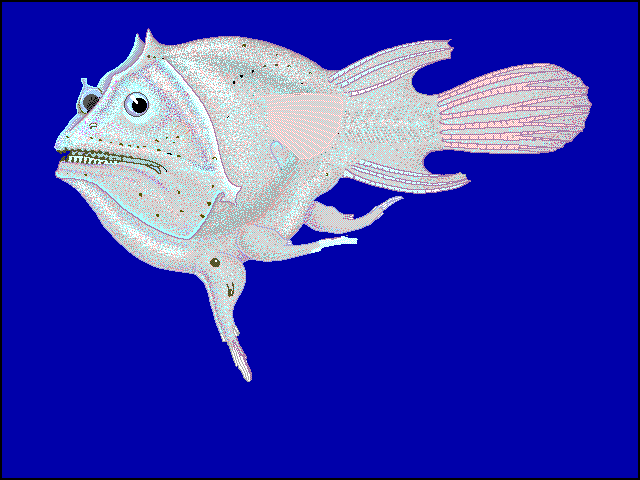
Femelle dHaplophryne mollis avec des mâles atrophiés, attachés en bas.

À la naissance, les Lophiiformes mâles sont pourvus d'organes olfactifs pouvant détecter de faibles doses de phéromones dans l'eau. Ils ne vivent que pour trouver une femelle avec qui s'accoupler. Beaucoup plus petits que les femelles, ils ont des problèmes pour se nourrir dans les eaux profondes. Cela les oblige à trouver rapidement une femelle Lophiiforme pour ne pas mourir. Quand le mâle a détecté une femelle, il mord dans sa peau, et libère une enzyme qui digère la peau de sa bouche ainsi que celle de la partie du corps de la femelle qu'il a mordue, les fusionnant ainsi jusqu'au niveau des vaisseaux sanguins,. Le mâle dépérit ensuite progressivement, d'abord en perdant ses organes digestifs, puis son cerveau, son cœur, ses yeux, et finalement, il n'en subsiste plus qu'une paire de gonades,, libérant du sperme en réponse aux hormones véhiculées par le sang de la femelle. Une fois la fusion effectuée, cet extrême dimorphisme sexuel assure à la femelle, lorsqu'elle est prête à pondre, de disposer d'un « partenaire », et même généralement plusieurs, immédiatement disponible.
La ponte du Lophiiforme (genre Lophius) consiste en une fine couche d'une matière transparente et gélatineuse de 60 à 90 centimètres de long, et de 7 à 9 centimètres de large. Les œufs présents dans cette fine couche sont disposés en une seule épaisseur, chacun étant dans sa propre cavité. La ponte est abandonnée en pleine eau. A l'éclosion les larves nagent librement et sont dotées de nageoires ventrales élongées en filaments. De tels œufs disposés en couches sont rares dans le monde aquatique.
Pour la première fois, en 2016, un accouplement a pu être filmé, en gros plan.

## Liste des familles
Selon World Register of Marine Species (2 mai 2016), ainsi que la 5ème édition de Fishes of the World, cet ordre compte 18 familles réparties en 5 sous-ordres,. Les taxons suivants ont été classés pour montrer leurs relations évolutives, :
- sous-ordre Lophioidei Regan, 1912
  - famille Lophiidae Rafinesque, 1810 —  Les baudroies
- sous-ordre Antennarioidei Regan, 1912
  - famille Antennariidae Jarocki, 1822 — antennaires ou poissons-grenouilles
  - famille Tetrabrachiidae Regan, 1912
  - famille Lophichthyidae Boeseman, 1964
  - famille Brachionichthyidae Gill, 1863
- sous-ordre Chaunacoidei Pietsch & Grobecker, 1987
  - famille Chaunacidae Gill, 1863
- sous-ordre Ogcocephalioidei Pietsch, 1984
  - famille Ogcocephalidae Gill, 1893 — poissons chauve-souris
- sous-ordre Ceratioidei Regan, 1912
  - famille Caulophrynidae Goode & Bean, 1896
  - famille Neoceratiidae Regan, 1926
  - famille Melanocetidae Gill, 1878 — Baudroies des Abysses
  - famille Himantolophidae Gill, 1861
  - famille Diceratiidae Regan & Trewavas, 1932
  - famille Oneirodidae Gill, 1878
  - famille Thaumatichthyidae Smith & Radcliffe, 1912
  - famille Centrophrynidae Bertelsen, 1951
  - famille Ceratiidae Gill, 1861
  - famille Gigantactinidae Boulenger, 1904
  - famille Linophrynidae Regan, 1925

Les relations entre les sous-ordres au sein des Lophiiformes, telles qu'elles sont présentées dans l'ouvrage de Pietsch et Grobecker de 1987, Frogfishes of the world: systematics, zoogeography, and behavioral ecology, sont présentées ci-dessous.
|  | Chaunacoidei                                                     |
|  |                                                                  |
|  | \| \| Ogcocephalioidei \| \| \| \| \| \| Ceratioidei \| \| \| \| |
|  |                                                                  |
|  | Ogcocephalioidei                                                 |
|  |                                                                  |
|  | Ceratioidei                                                      |
|  |                                                                  |

|  | Ogcocephalioidei |
|  |                  |
|  | Ceratioidei      |
|  |                  |

|  | Chaunacoidei                                                     |
|  |                                                                  |
|  | \| \| Ogcocephalioidei \| \| \| \| \| \| Ceratioidei \| \| \| \| |
|  |                                                                  |
|  | Ogcocephalioidei                                                 |
|  |                                                                  |
|  | Ceratioidei                                                      |
|  |                                                                  |

|  | Ogcocephalioidei |
|  |                  |
|  | Ceratioidei      |
|  |                  |

|  | Chaunacoidei                                                     |
|  |                                                                  |
|  | \| \| Ogcocephalioidei \| \| \| \| \| \| Ceratioidei \| \| \| \| |
|  |                                                                  |
|  | Ogcocephalioidei                                                 |
|  |                                                                  |
|  | Ceratioidei                                                      |
|  |                                                                  |

|  | Ogcocephalioidei |
|  |                  |
|  | Ceratioidei      |
|  |                  |

|  | Chaunacoidei                                                     |
|  |                                                                  |
|  | \| \| Ogcocephalioidei \| \| \| \| \| \| Ceratioidei \| \| \| \| |
|  |                                                                  |
|  | Ogcocephalioidei                                                 |
|  |                                                                  |
|  | Ceratioidei                                                      |
|  |                                                                  |

|  | Ogcocephalioidei |
|  |                  |
|  | Ceratioidei      |
|  |                  |

Des études phylogénétiques ont permis de découvrir les Lophiiformes comme groupe frère des Tetraodontiformes, au sein du clade plus large des Acanthuriformes et donc classés comme clades au sein de ce taxon.

## Évolution
Les plus anciens fossiles de baudroies proviennent de la formation éocène de Monte Bolca, en Italie. Ils témoignent déjà d'une diversification vers les familles modernes qui composent l'ordre. Compte tenu de ce fait, et de leur étroite parenté avec les Tétraodontiformes, connus grâce aux fossiles du Crétacé, leur origine est probablement survenue au Crétacé,.
Une étude phylogénétique du génome mitochondrial de 2010 suggère que les baudroies se sont diversifiées sur une courte période, du Crétacé inférieur au Crétacé moyen, il y a entre 130 et 100 millions d'années. Une prépublication plus récente ramène cette période au Crétacé supérieur, il y a entre 92 et 61 millions d'années. D'autres études indiquent que la baudroie n'est apparue que peu après l'extinction Crétacé-Paléogène, dans le cadre d'une radiation adaptative massive des percomorpha, bien que cela soit en contradiction avec la grande diversité déjà connue du groupe à l'Éocène,. Une étude de 2024 a révélé que tous les sous-ordres de baudroies ont très probablement divergé les uns des autres au Crétacé supérieur et au Paléocène, mais les multiples familles de baudroies des grands fonds (Ceratioidei), ainsi que leur parasitisme sexuel caractéristique, sont apparus à l'Éocène, lors d'une radiation rapide suivant le maximum thermique du passage Paléocène-Éocène.
La baudroie apparaît dans les fossiles comme suit,,, :

## Galerie

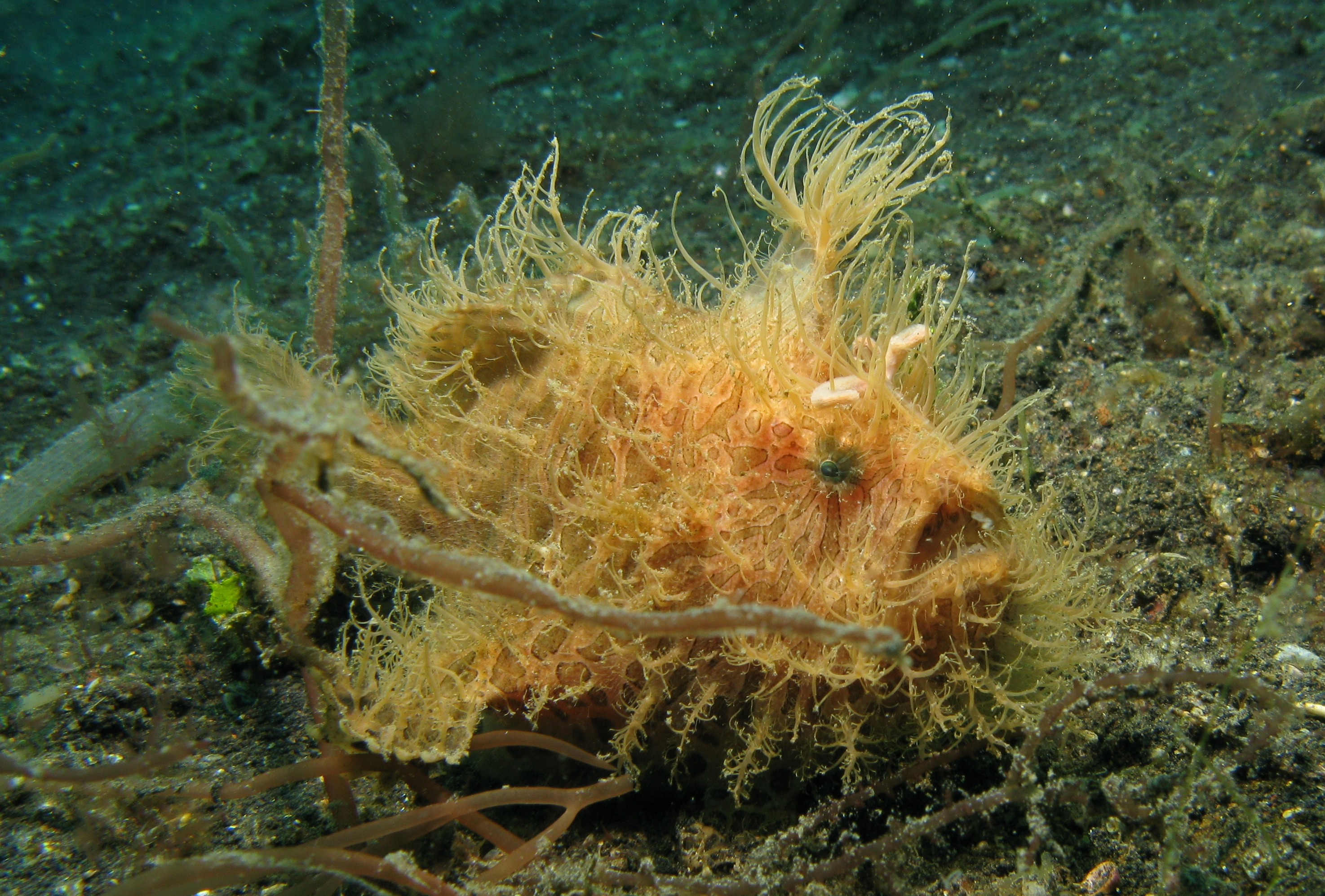
Antennarius striatus (Antennariidae).
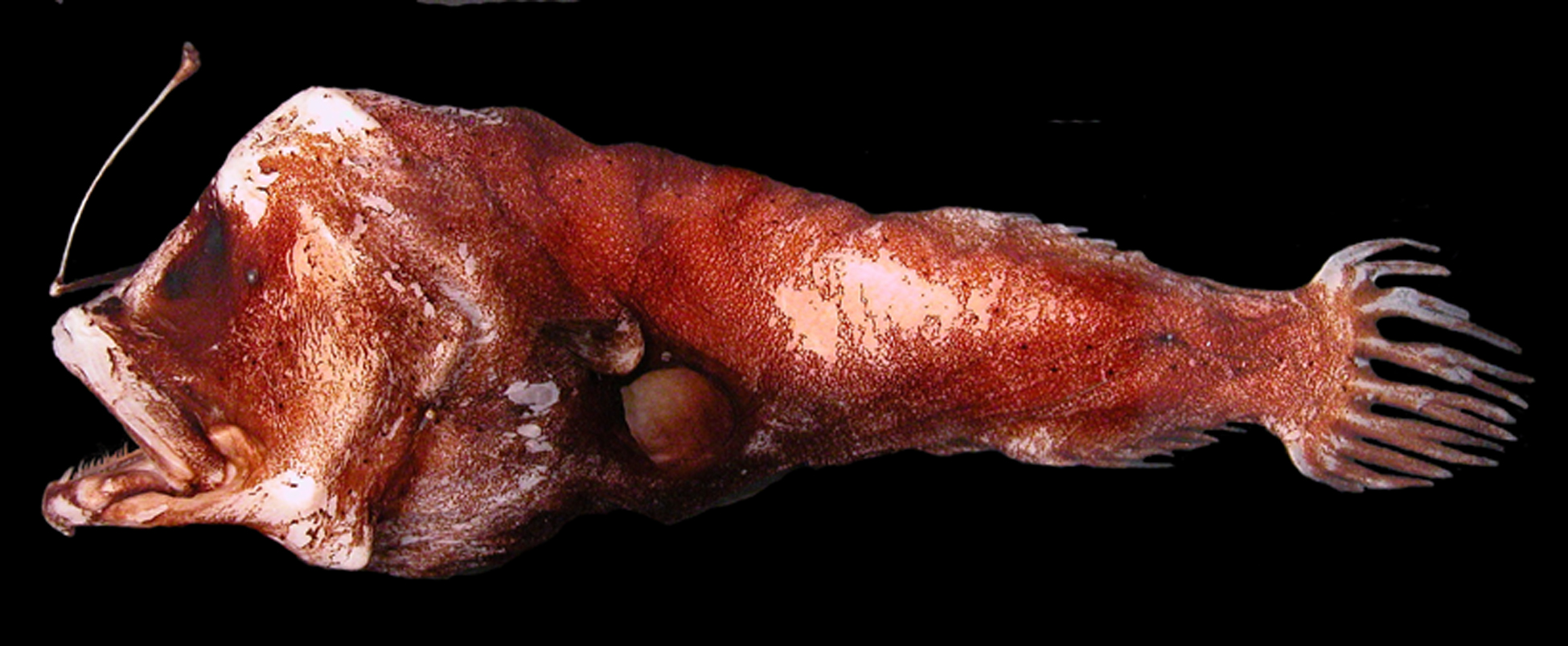
Centrophryne spinulosa (Centrophrynidae).
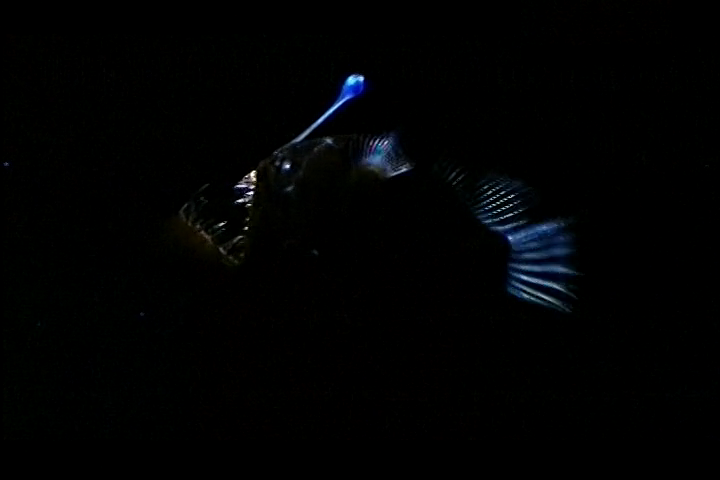
Cryptopsaras couesii (Ceratiidae).
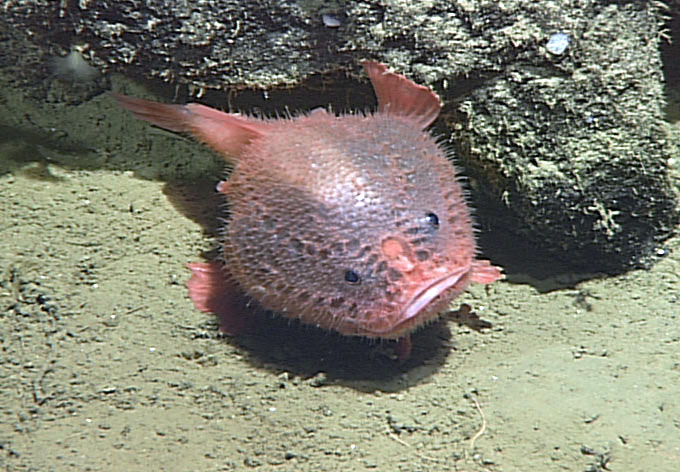
Chaunacops coloratus (Chaunacidae).
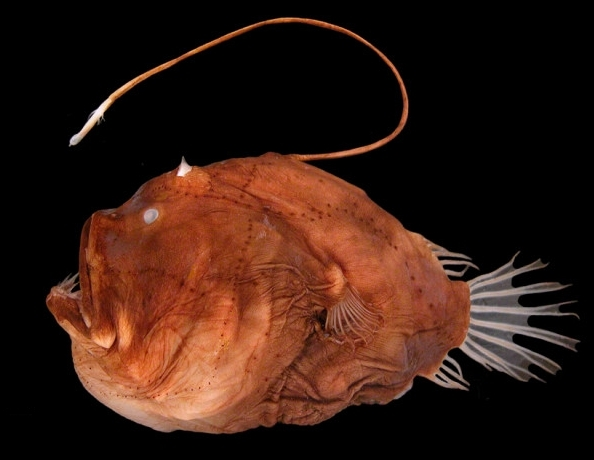
Bufoceratias wedli (Diceratiidae).
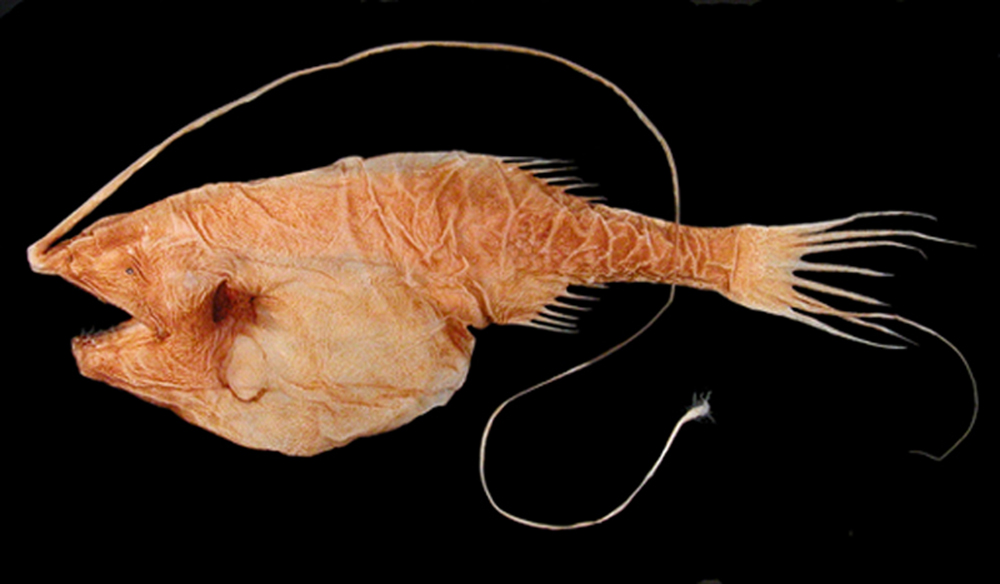
Gigantactis sp. (Gigantactinidae).
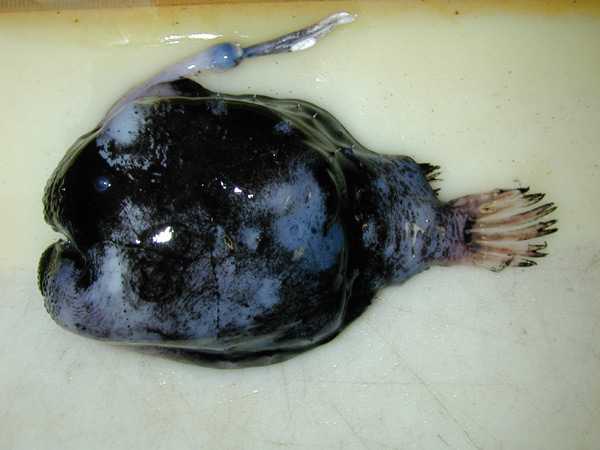
Himantolophus groenlandicus (Himantolophidae).
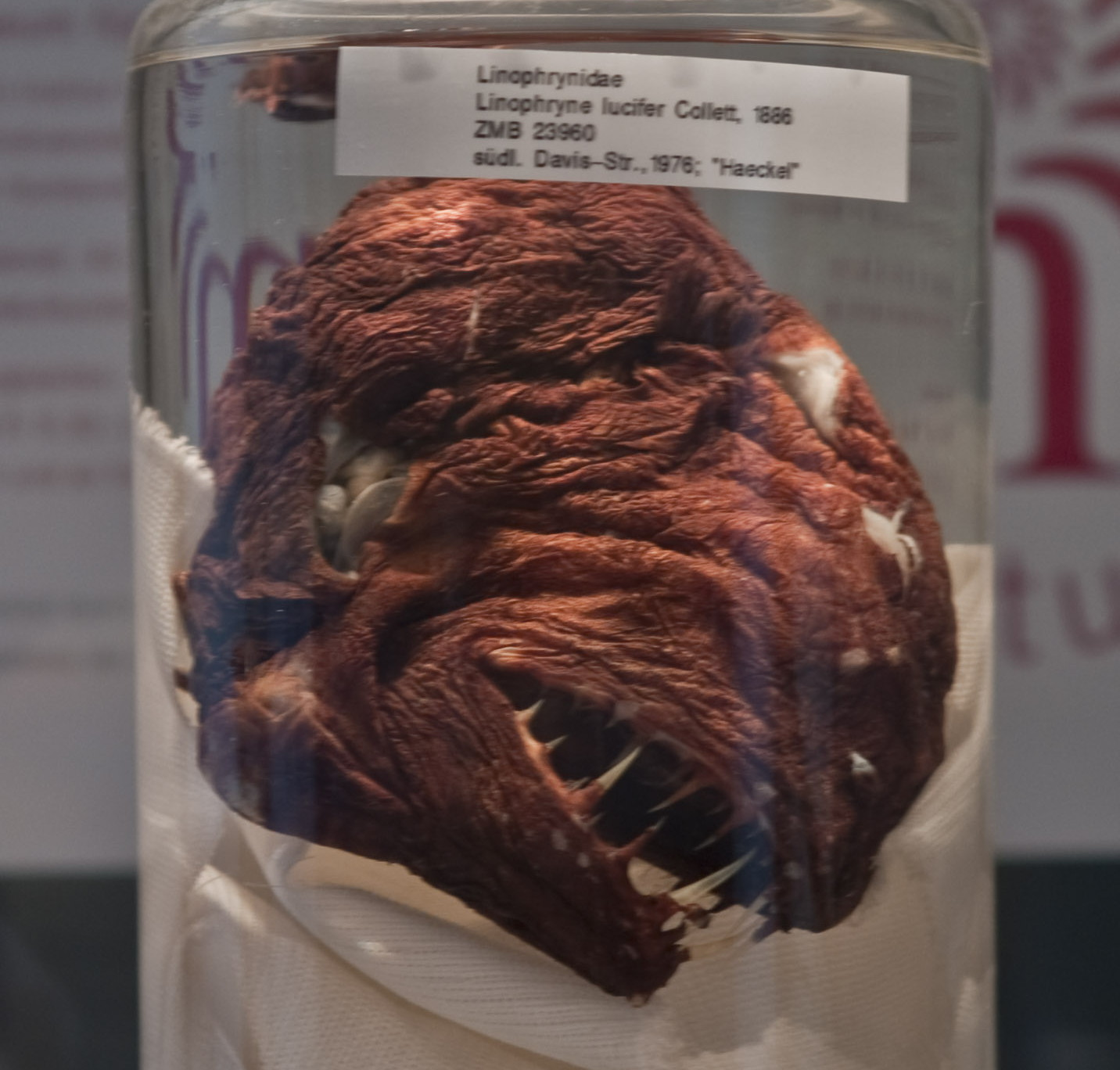
Linophryne lucifer (Linophrynidae).
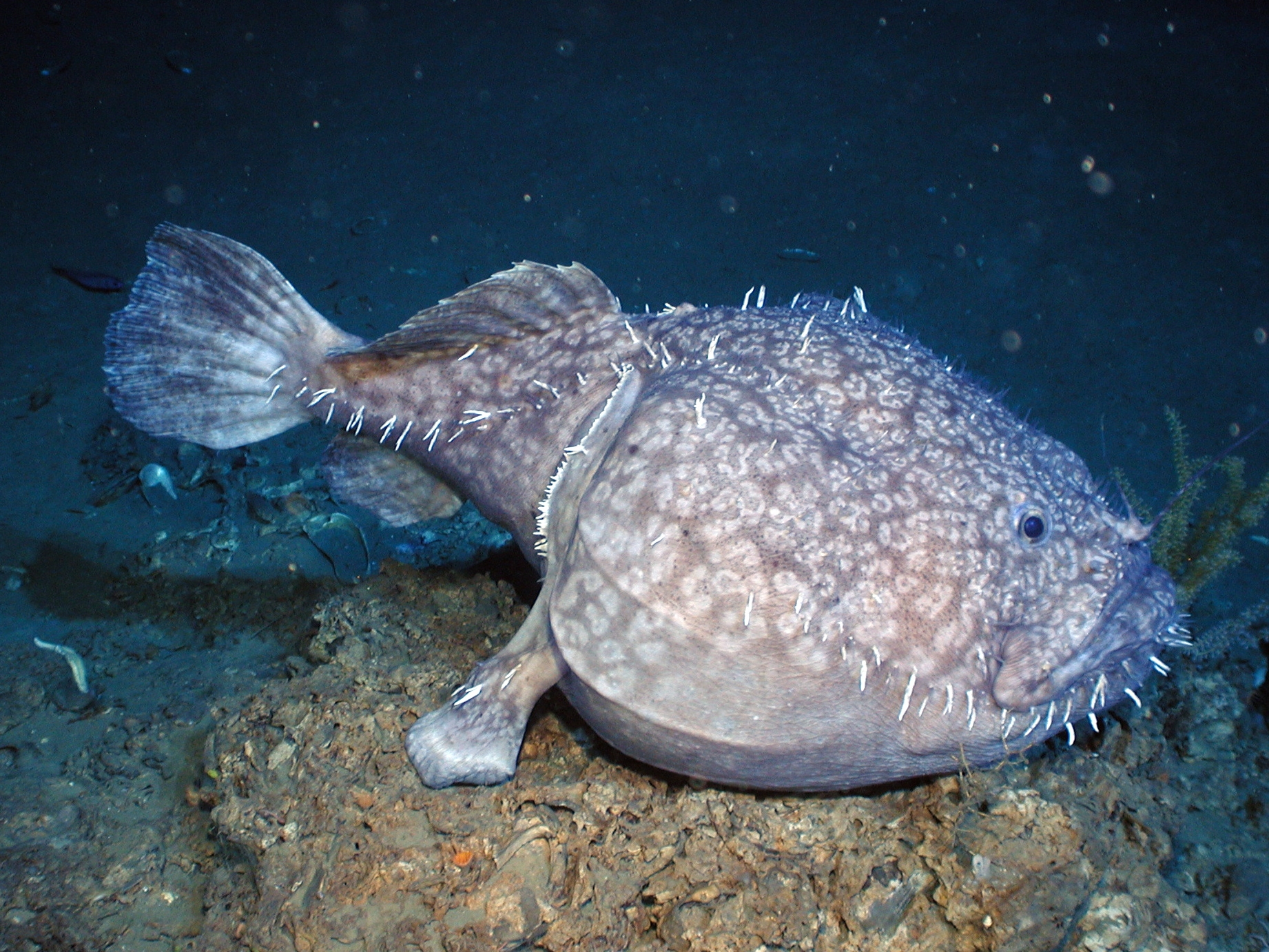
Sladenia shaefersi (Lophiidae).
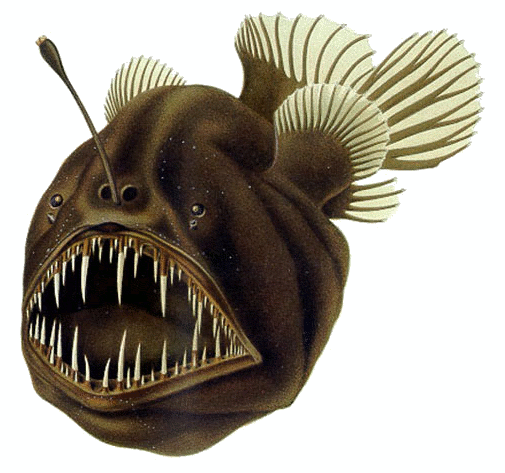
Melanocetus johnsonii (Melanocetidae).
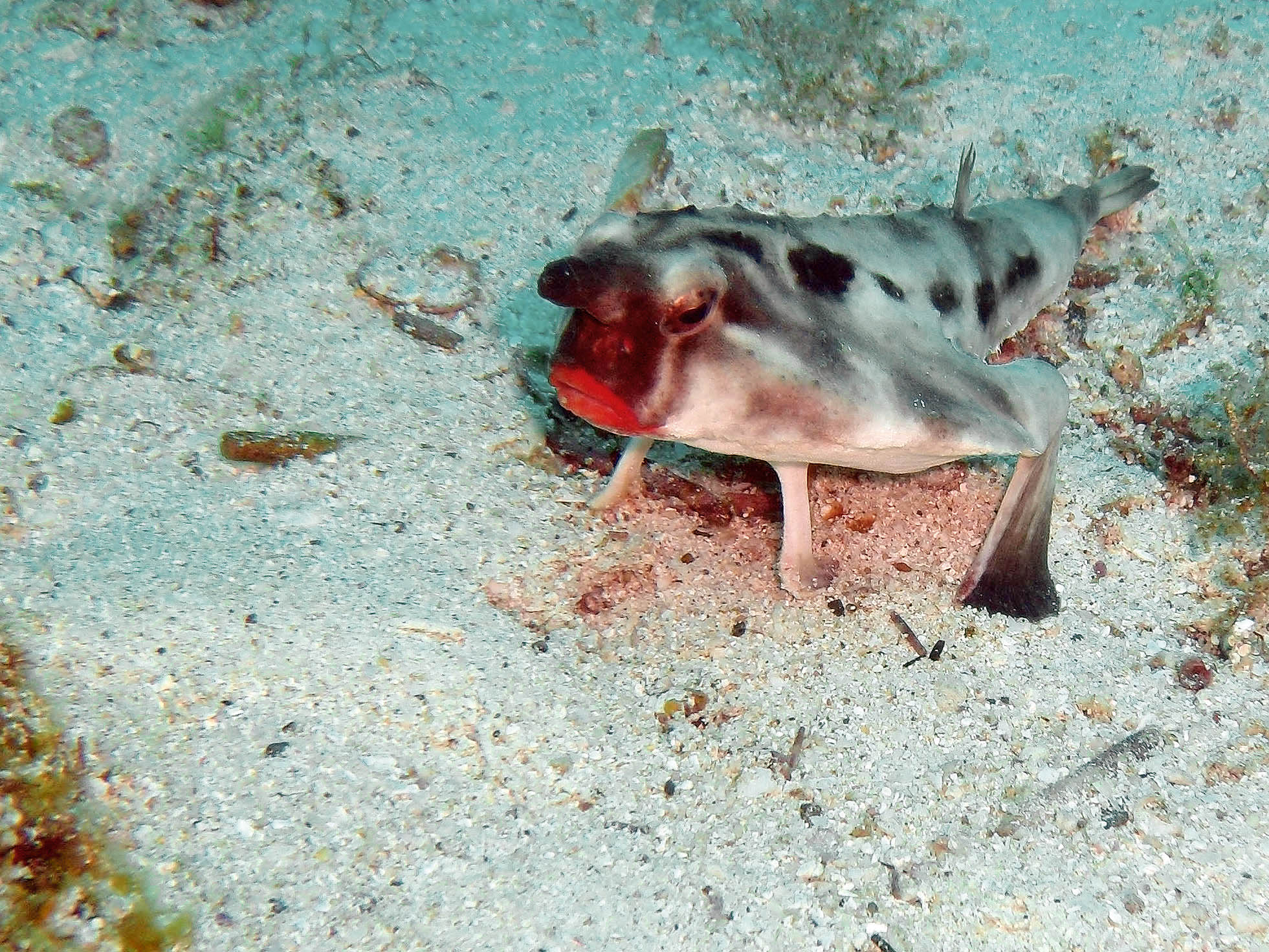
Ogcocephalus darwini (Ogcocephalidae).
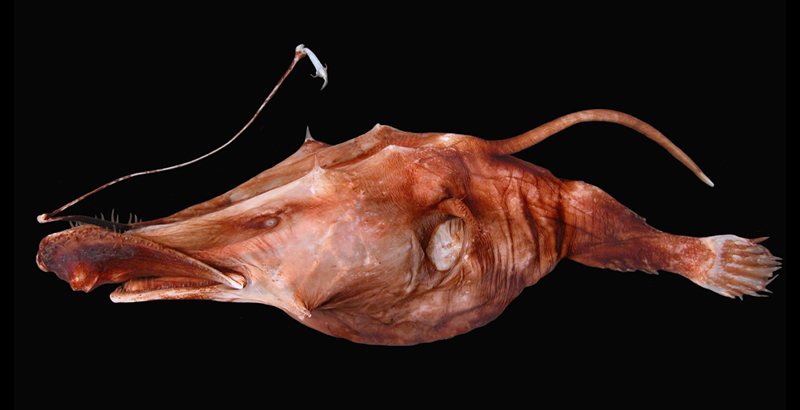
Lasiognathus amphirhamphus (Thaumatichthyidae).